# ボクサーブリーフ

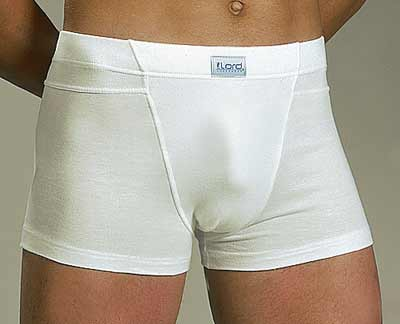
ボクサーブリーフ（正面）

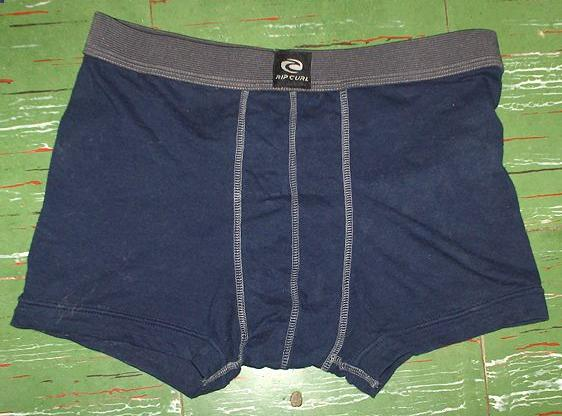
ボクサーブリーフ

ボクサーブリーフ（英: boxer briefs）は、男性用下着の一種。トランクスの形でブリーフと同じ伸縮性のあるフィット素材で作られ、日本では「ボクサーブリーフ」、「ボクサー」、「ボクサーパンツ（前開き穴のないボクサーブリーフ）」、「ニットトランクス」など、メーカーによって呼称は異なる。ただし、英語圏では「boxers」といった場合、日本で呼ばれる「トランクス」を指し、逆に、「trunks」がフィット素材のボクサーブリーフを指している。米英を始めとして、カナダ、オーストラリアの製造業者の間では「boxerbriefs」の一語で綴る用語で統一している。

## 構造
- 生地は通常のブリーフと同様、綿や伸縮性のある化学繊維を使用しているものが一般的で、体に密着するような構造となっている。通常のブリーフを腿部分を覆う程度まで伸ばし、スパッツ状にしたような構造である。通常トランクスには排尿のための前開きがあるが、ボクサーブリーフにはデザイン重視のため前開きが無いものもある。
- ローライズボクサーブリーフの中には股下が極端に短く、普通のブリーフとそれほど変わらないものも登場している。また、ローライズという名のとおり、ゴムバンド位置も通常よりかなり低めである。このため2000年代以降デザイン性に優れたブリーフや男性用ビキニが注目を浴び、若者のシェアを伸ばし始めている。普通のボクサーブリーフは、スポーツのときに着用するレギンスに似ている。ボクサーブリーフ状のステテコが存在する。
- 腹部を押さえヒップの垂れを補正するファウンデーションとしての機能をもったロングボクサーブリーフ、柔らかい肌触りとデザインを重視した女性用ボクサーブリーフなどもある。

## 歴史
1992年にカルバン・クラインが普及ブランドとして立ち上げたck Calvin Kleinに於いて、ユニオンスーツと呼ばれる1910年代に流行した下着の下半身部分を短く現代風にアレンジしたデザインで発表し、その巧みな広告宣伝と普及価格で提供したことから世界的な人気商品となった。
1980年代中頃より人気化したトランクスも時間の経過と共に各世代に普及したことから、ファッションに敏感な青年層が他の世代との差別化を求めだしたことも、ボクサーブリーフの人気を後押しした。
日本でかつて使用されていた猿股に近い形状だが、ブリーフとトランクスの機能を折衷し、当時よりも繊維の材質や裁断、縫製技術が格段に進歩したことによって新規の下着と認識されたことから、現在では男性用下着において高いシェアを占めるようになった。
2000年代より股上の浅いローライズボクサーブリーフも登場し、ローライズのジーンズとともに着用されるようになった。

## サイズ
ラインナップは基本的にM（ウエスト76 - 84cm） - LL（ウエスト92 - 100cm）が多い。Sサイズ（ウエスト68 - 76cm）を展開しているメーカーもある。

## 日本で購入できる主なブランド
- カルバン・クライン - ckアンダーウェアブランドで展開。日本ではボクサーブリーフ人気の火付け役ともなった。
- HOM - トリンプ・インターナショナルの日本法人がビキニブリーフやTバックなどとともに取り扱っている。

- KOBI-ONE - 少子化に歯止めをかけるをテーマに生まれた国内ブランド。 独自の構造による高いデザイン性が魅力。
- One Nova - 「世界一“透明な”パンツ」をコンセプトに、生産工程などを透明化にしているアンダーウェアブランド。ストレスフリーなデザインが特徴。
- TOOT - 高いデザイン性の国内ブランド。
- GOOD MEN WEAR - 高いデザイン性の国内ブランド。
- propaganda - 高いデザイン性の国内ブランド。
- GENDER - DJ OZMAがテレビ番組で着用していると公言したブランド。コラボ商品も発売された。
- TAKEO KIKUCHI  - アズのライセンス製品。
- ドルチェ&ガッバーナ D&G
- グンゼ - 中でもBODY WILDは、タレントをCMに起用することによってボクサーブリーフをメジャーにした。
- ユニクロ - ジーユー
- ラルフローレン
- BVD - フジボウアパレル
- BROS - ワコール（同ブランドの「フィットパンツ」が 一般的に言われるボクサーブリーフにほぼ相当）
- DIESEL
- トミーヒルフィガー
- H&M
- EXIO - シンプル且つ高いデザイン性の国内ブランド。ハイブランドと比べて比較的安価なため、購入がしやすいのも魅力。
- HIPSHOP - 唯一無二なアンダーパンツを今までに500種類以上展開。アニメやスポーツ等、様々なコンテンツとのコラボレーションもあり。

など多数

## 参考図書
- 青木英夫『下着の文化史』雄山閣出版、2000年。ISBN 4-639-01713-8。OCLC 48564262。